# ور كمرة (ماجين)
ور كمرة (بالفارسية: ورکمره) هي قرية تقع في إيران في قسم ماجين الريفي. يقدر عدد سكانها بـ 141 نسمة .